# دانغو

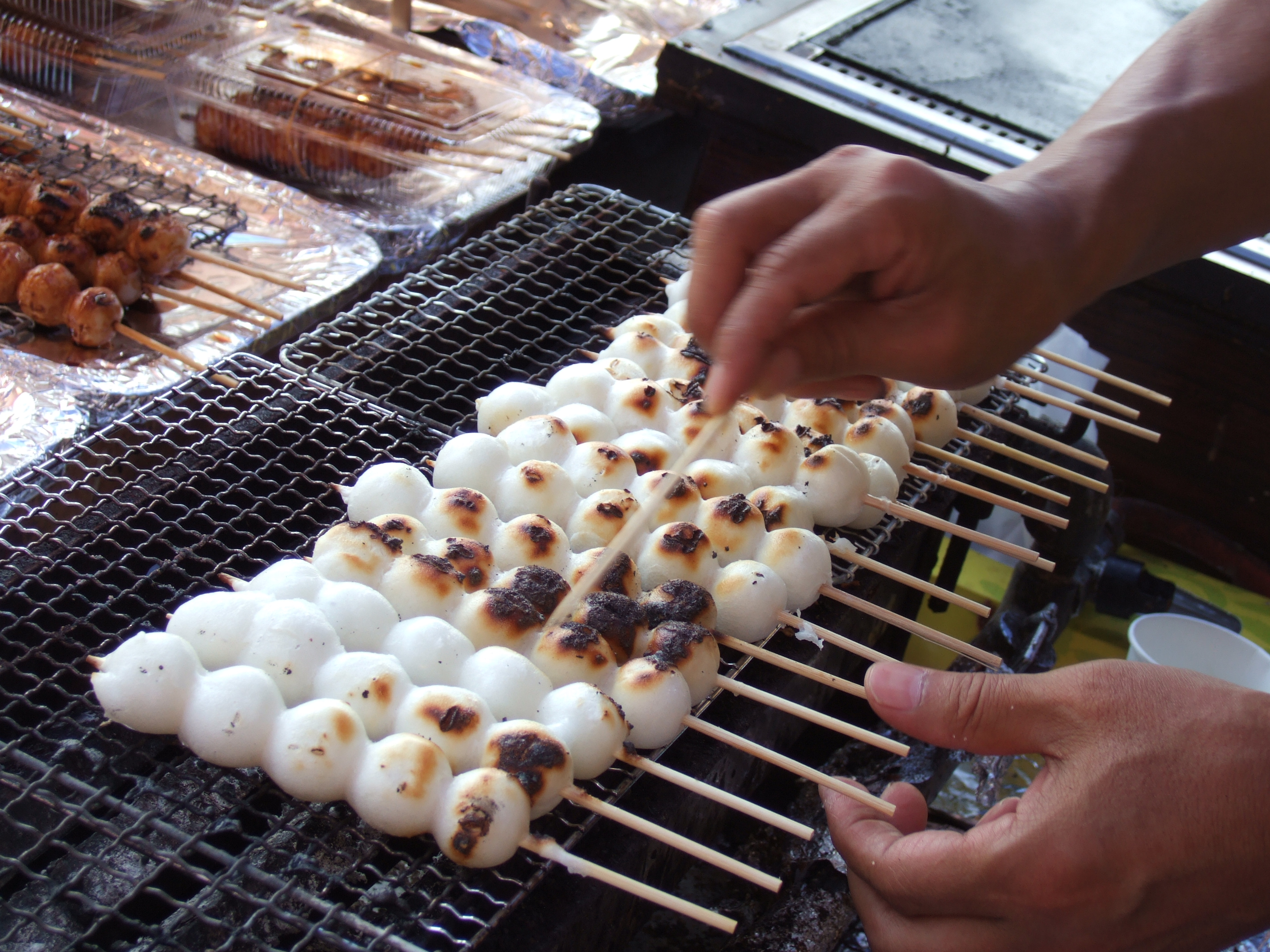
دانغو أثناء إعداده.

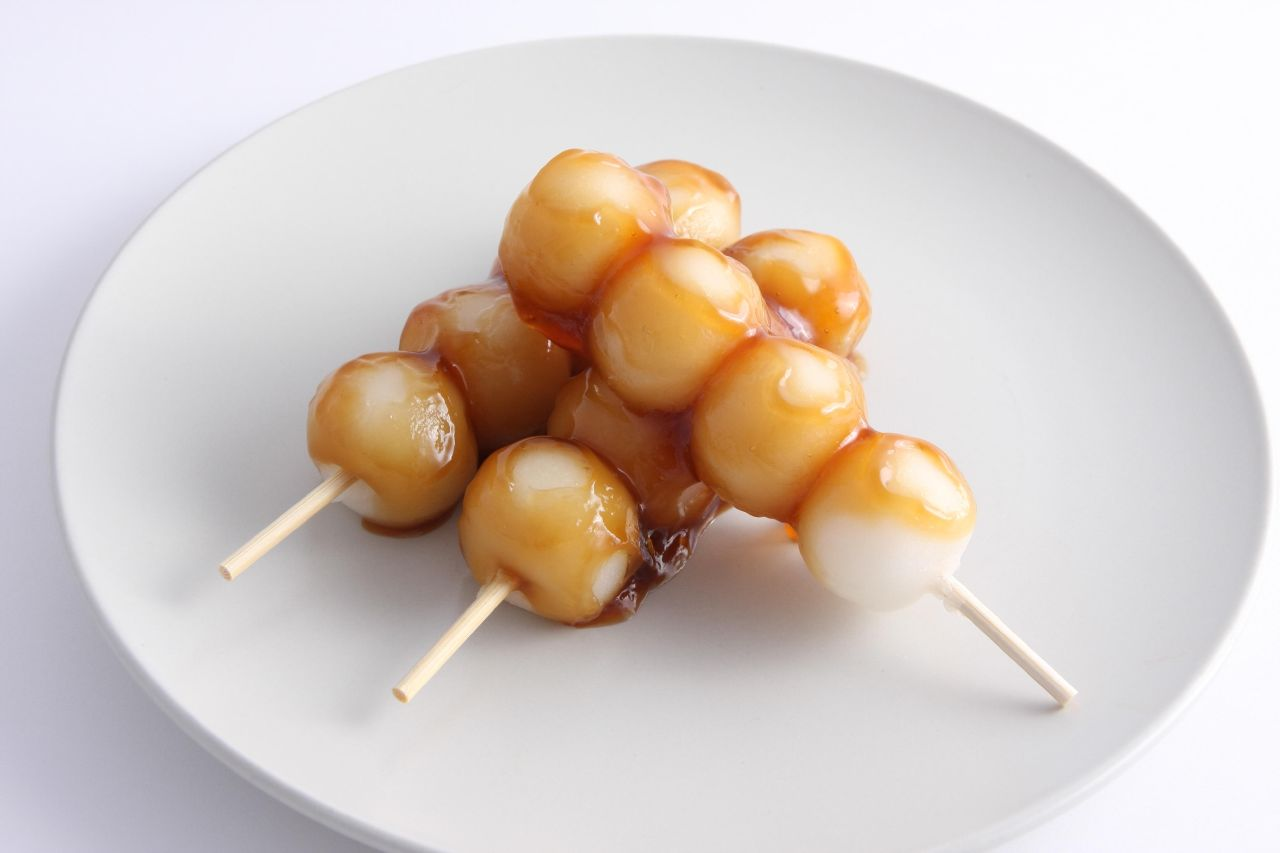
دانغو الميتاراشي.

الدانغو (باليابانية: 団子) هي حلوى تُعدّ من الوجبات الخفيفة الشائعة في اليابان، تُصنع هذه الزلابية من دقيق الأرز الدبق، وتُطهى عادةً بالبخار أو تُسلق، ثم تُقدَّم على أسياخ من الخيزران، مغطاة إما بصلصة أنكو (معجون الفاصولياء الحمراء الحلو) أو بصلصة الصويا المحلاة، وأحيانًا بمعجون داداتشا-مامي (نوع من فول الصويا الأخضر)، وتُقدَّم مع الشاي الأخضر.
يُؤكَلُ الدانغو على مدار السنة، ولكن هنالك أصناف معيَّنة من الدانغو تؤكل في مواسم ومناسبات مختلفة.

## أنواع الدانغو
هنالك أنواع مختلفة من الدانغو التي تتم تسميتها عادة على اسم التوابل المستخدم في صنعها، ومنها:
- أنكو (ANKO): المعروف باسم معجون الفول الأحمر (المُحلّى).
- شادانغو (Chadango): عبارة عن دانغو بنكهة الشاي الأخضر.
- دانغو البوكشان (Bocchan): دانغو يَحتوي ثلاثة ألوان، الأول ملوَّن باستخدام الفاصولياء الحمراء، والثاني باستخدام البيض، والثالث عن طريق الشاي الأخضر.
- دانغو الكوري (Kuri): دانغو مغلف بمعجون الكستناء.
- دانغو الشيشي (Chichi): يُؤكَلُ عادة كنوع من المقبلات.
- دانغو الهانامي: يَحتوي أيضاً ثلاثة ألوان مختلفة، ويُقدَّم خلال مهرجان الهانامي.
- غوما (Goma): دانغو مصنوعٌ باستخدام بذور السمسم، ولها طعم مالح وحلو.
- ميتاراشي (Mitarashi): مُغطّى بشراب السكر المصنوع من صلصة الصويا والنشا.